# Lligand

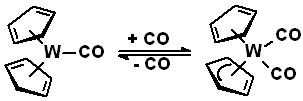
Reacció d'addició i extracció d'un lligand carbonil a una molècula organometàl·lica

En química de coordinació un lligand és una espècie rica en electrons (una base de Lewis) que forma part de l'esfera de coordinació d'un metall, generalment de transició.
Els lligands es caracteritzen per ser espècies químiques amb un o més àtoms donadors, un àtom donador és tot aquell que tingui si més no un parell d'electrons no compartits. La seva unió al metall ve donada per la formació d'un enllaç entre aquests electrons no compartits i un orbital buit del metall.
Els lligands es classifiquen de diverses formes. Una primera classificació és entre lligands aniònics, neutres i catiònics (segons sigui la seva càrrega en estat lliure).
Una altra classificació ve donada per la quantitat d'àtoms donadors, d'aquesta manera els lligands es classifiquen en monodentats, bidentats, tridentats, etc. En els lligands polidentats existeix la possibilitat de tenir quelats. Un quelat és un lligand que s'uneix a un mateix metall per dues posicions diferents, formant un anell.
També es classifiquen per la quantitat d'electrons que poden donar al metall.
Alguns lligands habituals són:
- Carbonil ({\displaystyle CO})
- Fosfines ({\displaystyle PR_{3}})
- Halurs ({\displaystyle Cl^{-}Br^{-}I^{-}F^{-}})
- Alquils i Arils
- Cetones